# 베이사이드아리나역
베이사이드아리나역(일본어: ベイサイドアリーナ駅 ベイサイドアリーナえき[*])은 일본 미야기현 모토요시군 미나미산리쿠정에 위치한 동일본 여객철도 게센누마 선의 BRT역이다.

## 이용 현황
| 연도     | 1일 평균 | 연도     | 1일 평균 |
| 2013년도 | 12       | 2014년도 | 14       |
| -------- | -------- | -------- | -------- |

## 역 주변
- 미나미산리쿠 정 임시 청사
- 미나미산리쿠 정 종합 체육관 '베이사이드 아리나'

## 역사
- 2012년
  - 8월 20일 : BRT로의 임시 복구와 동시에, 시즈가와 역 - 시즈하마 역 간에 신설. 영업 거리의 설정은 없음. JR 시각표 및 JTB 시각표로는, '베이사이드 아리나 (시즈가와)'로 표기.
  - 12월 22일 : 영업 거리를 설정. BRT용 역사 공용을 개시.

## 인접 역
| 게센누마 선            | 게센누마 선   | 게센누마 선            |
| ---------------------- | ------------- | ---------------------- |
| 시즈가와 마에야치 방면 | ■ 게센누마 선 | 시즈하마 게센누마 방면 |